# ルイス・ガルシア・プラサ
ルイス・ガルシア・プラサ（Luis García Plaza、1972年12月1日 - ）は、スペイン・マドリード出身の元サッカー選手、現サッカー指導者。現役時代のポジションはDF。2022年からデポルティーボ・アラベスの監督を務めていた。

## 選手経歴
マドリードに生まれ、コレヒオ・アモロスというアマチュアサッカークラブにてサッカーキャリアをスタートさせた。その後、アトレティコ・マドリードのカンテラに移り、1992-93シーズンにBチームへと昇格したがトップチームデビューは叶わず、1995年にアトレティコを退団した。退団以降は主にセグンダ・ディビシオンB (3部)以下のクラブを転々とするキャリアを送り、2000年にベニドルムCFで現役を引退した。

## 指導者経歴
現役引退後すぐに指導者となり、2001年にUDアルテアにて監督業をスタートさせた。2006-07シーズン、ラ・リーガ昇格を目指していたエルチェCFの監督に就任した。しかし、就任後10試合でわずか1勝と成績が振るわず、年明けの1月10日に解任された。
2008年7月20日、セグンダ・ディビシオンのレバンテUDの監督に招聘された。就任2シーズン目にしてラ・リーガ昇格を果たすと、1部復帰シーズンはホームでレアル・マドリードやFCバルセロナ、アトレティコ・マドリードから勝ち点を奪うなど奮闘を見せ、降格ラインに触れることなく14位で見事1部残留を決めた。
2011年6月8日、ヘタフェCFと3年契約を結んだ。就任1シーズン目は序盤戦こそ苦戦するも、14節のバルセロナ戦ではホームゲームで勝ち点3を獲得するなど中盤戦以降は復調し、リーグ11位でフィニッシュした。2シーズン目もリーグ序盤から中位のポジションを掴むと、安定飛行を続け、昨シーズンより1つ順位を上げた10位で2年目を終えた。
2018年12月10日、ハビエル・カジェハ監督の後任としてビジャレアルCFの監督に就任した。就任2試合目のレアル・マドリードでは2-2のドローに持ち込んだが、その後は勝利が掴めず、就任から6試合後、わずか50日で解任された。
2020年8月6日、セグンダのRCDマヨルカに2年契約で就任し、セグンダ2位でチームのラ・リーガ昇格に貢献した。2021年も引き続きRCDマヨルカで監督を続けた。しかし、序盤は好調をキープするも、徐々に順位を落とし、2022年に入るとリーグ戦6連敗を喫した。2022年3月23日、クラブ公式から解任が発表された。